# Hapigia eneana
Hapigia eneana är en fjärilsart som beskrevs av William Schaus 1928. Hapigia eneana ingår i släktet Hapigia och familjen tandspinnare. Inga underarter finns listade i Catalogue of Life.